# 1990 SN3
1990 SN3 är en asteroid i huvudbältet som upptäcktes den 18 september 1990 av den amerikanske astronomen Henry E. Holt vid Palomarobservatoriet.